# Martiner Deklaration

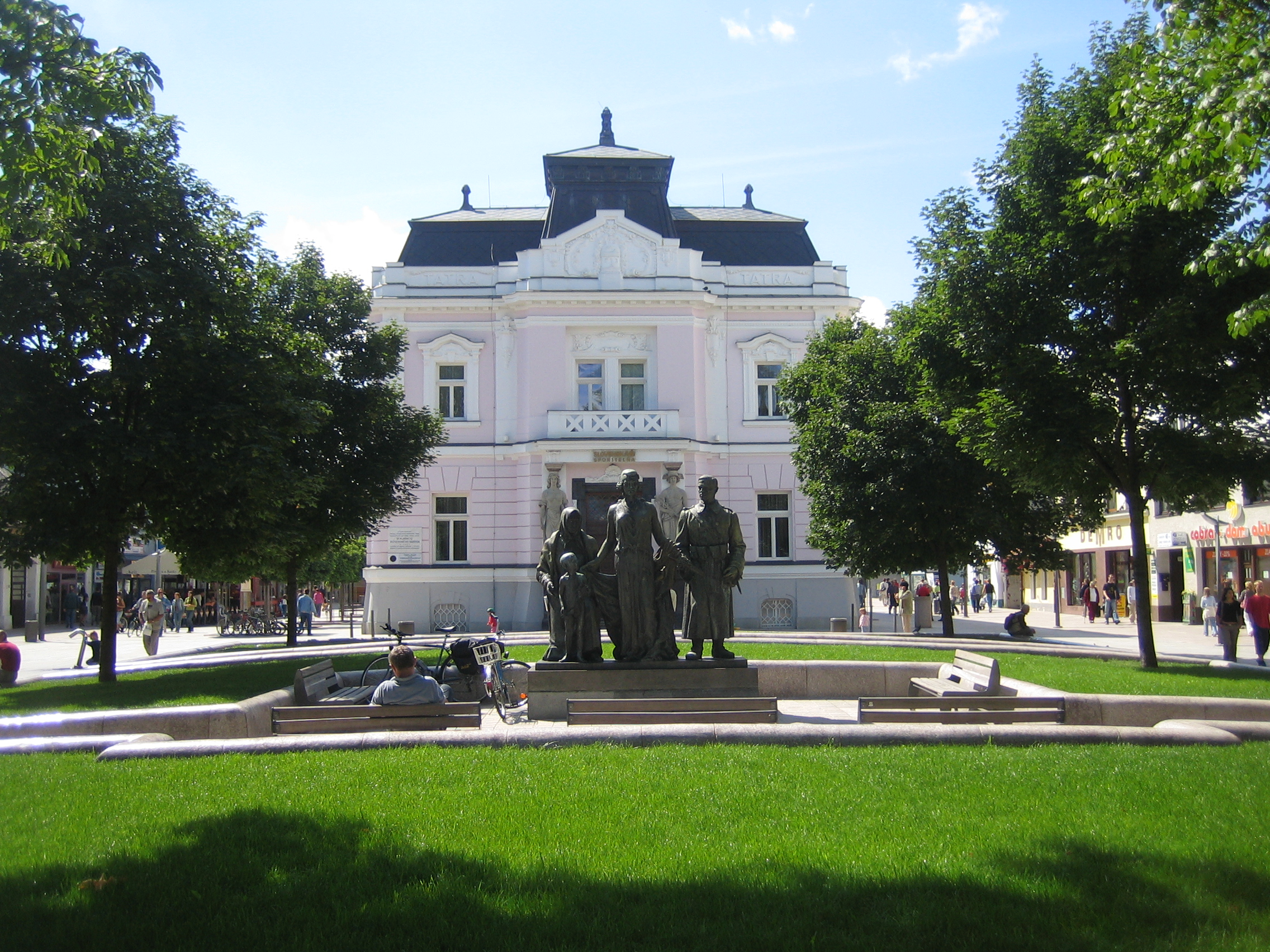
Das Gebäude der Tatra Bank, in welchem die 'Deklaration' unterzeichnet wurde.

Die Martiner Deklaration, auch 'Deklaration des slowakischen Volkes' genannt, war ein am 30. Oktober 1918 in St. Martin in der Turz (sl. Turčiansky Svätý Martin) erstelltes Dokument, welches den Beitritt der Slowakei in einen gemeinsamen Staat mit den Tschechen seine Zustimmung gab.

## Historischer Rückblick
Am 26. September 1918 wurde in Paris die erste provisorische Regierung der Tschecho-Slowakischen Republik gebildet. Am 28. Oktober 1918 – sechs Tage vor dem Waffenstillstand – kam es zum Umsturz. Der Tschechoslowakischer Nationalausschuss – gestützt auf die Vorbereitungen der tschechischen Exilpolitiker Tomáš Garigue Masaryk und Edvard Beneš – rief, unter dem Eindruck der Ereignisse des Zusammenbruchs der Donaumonarchie am 28. Oktober 1918 die Tschecho-Slowakische Republik (Č-SR) unter Einbeziehung der Slowakei aus. Als Grundlage der Proklamation diente, das von diesem Ausschuss erlassene Gesetz über die Errichtung des selbstständigen tschechoslowakischen Staates (sl. „Prvý zákon a manifestačné vyhlásenie o vzniku samostatného československého štátu“). Von slowakischer Seite wurde dieses Gesetz durch Vavro Šrobár unterzeichnet.
Die Zustimmung zum Beitritt der Slowakei in dem gemeinsamen Staat mit den Tschechen erfolgte jedoch erst zwei Tage später und zwar am 30. Oktober 1918 in St. Martin in der Turz. Hier versammelten sich im Gebäude der Tatra Bank 101 selbsternannte slowakische Volksvertreter – die sich selbst als „Slowakischer Nationalrat“ bezeichneten (SNR) –  unter der Leitung von Samuel Zoch und Emil Stodola. Die Delegierten ahnten zu diesem Zeitpunkt nicht, dass bereits zwei Tage früher in Prag – ohne ihr Zutun – die Tschechoslowakische Republik ausgerufen wurde. Die Delegierten beschlossen einen Nationalrat des slowakischen Zweiges der tschechoslowakischen Nation (sl. „Národná rada slovenskej vetvy jedného československého národa“) zu gründen, dessen erster Vorsitzender Matúš Dula wurde.
Der zweite Tagungspunkt war der Erlass einer Deklaration des slowakischen Volkes zum Beitritt in einen gemeinsamen Staat mit den Tschechen. Im heute etwas kurios klingenden, von Samuel Zoch abgefassten Text heißt es: Das slowakische Volk ist sprachlich als auch kultur-historisch Teil eines einheitlichen tschecho-slowakischen Volkes. Für dieses tschecho-slowakische Volk fordern auch wir das uneingeschränkte Recht auf Selbstbestimmung auf der Grundlage völliger Unabhängigkeit. (dt. Übersetzung vom Anton Klipp). Dass die Slowaken von Prag aus vor vollendete Tatsachen gestellt wurden, erfuhren sie erst nach dem Abschluss der Versammlung von Milan Hodža, der verspätet in St. Martin eintraf. Die Martiner Deklaration musste auf Anraten Hodžas umgearbeitet werden, um sie an die aktuelle politische Situation anzupassen.

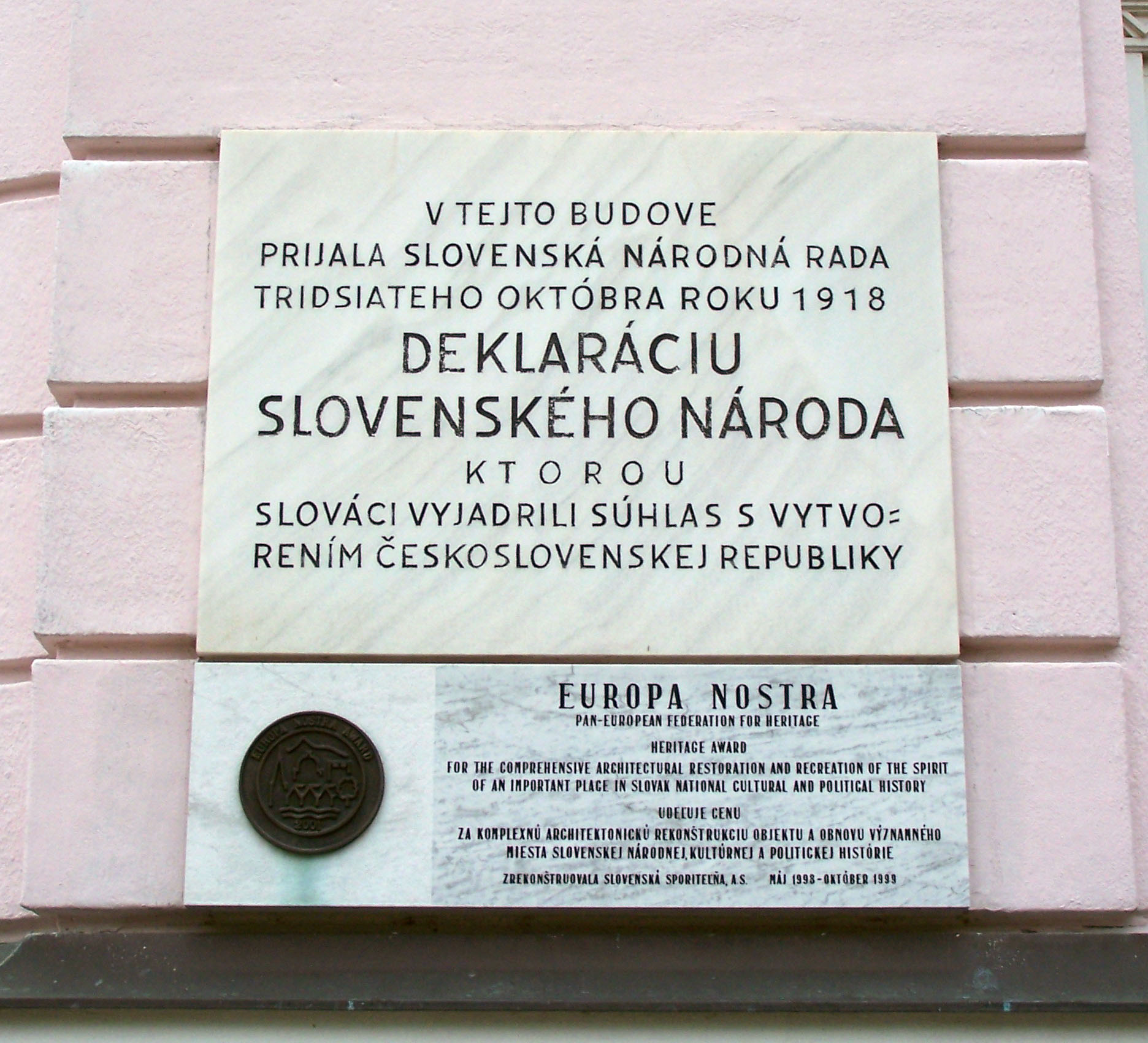
Gedenktafel am Gebäude der Tatra Bank in St. Martin in der Turz.
Deutsche Übersetzung des Textes: In diesem Gebäude wurde vom Slowakischen Nationalrat am 30. Oktober 1918 die Deklaration des slowakischen Volkes angenommen, in welcher die Slowaken ihre Zustimmung zur Gründung einer Tschecho-Slowakischen Republik erteilten.

Der bedeutende slowakische Historiker, Milan S. Ďurica schreibt zu den o. g. Ereignissen folgendes: Der ursprüngliche Text (der Deklaration, Anm. des Übersetzers), sowie das Sitzungsprotokoll 'gingen verloren', was ein Gegenstand späterer kontroverser Interpretationen und sogar von Gerichtsverhandlungen wurde. An der Sitzung nahmen 101 Personen teil, von denen 95 Personen evangelischen Glaubens waren und 31 Personen (also etwa 25 %, Anm. d. Übersetzers.) aus St. Martin stammten. Deshalb kann hier nur schwer von einer Vertretung des slowakischen Volkes gesprochen werden. Die slowakischen Katholiken, die immerhin 84 % der Gesamtbevölkerung darstellten, wurden nur von einigen hervorragenden Persönlichkeiten repräsentiert, diese bildeten jedoch nur eine unbedeutende Minderheit.
Einen wesentlichen Schatten auf das Dokument wirft die Tatsache, dass der abgestimmte (d. h. von der Versammlung gebilligte, Anm. d. Verf.) Text in der folgenden Nacht von Milan Hodža – in einer privaten Sitzung in Anwesenheit nur einiger Personen – in wesentlichen Punkten, wie z. B. das Selbstbestimmungsrecht des slowakischen Volkes, sowie die Teilnahme slowakischer Repräsentanten an der Friedenskonferenz, willkürlich verändert wurde. Einer der beiden Unterzeichner des Deklarationstextes, Karol Medvecký, der damals Sekretär des Slowakischen Nationalrates (sl. Slovenská národná rada) war, behauptete sogar, dass es sich bei dem Dokument um en Falsifikat (Fälschung) handelt, und bestritt, dass er die Deklaration in vorliegender Form unterzeichnet hätte. (Deutsche Übersetzung von Anton Klipp).
Die Deklaration gab in der Zwischenkriegszeit Anlass zu zahlreichen Konflikten zwischen Slowaken und Tschechen. Die Slowaken fühlten sich im gemeinsamen Staat immer wieder benachteiligt. Bei den Friedensverhandlungen von Paris, saßen außer den Entente-Mächten seitens der Tschechoslowakei nur tschechische Politiker am Verhandlungstisch. Als Andrej Hlinka, der Führer der vorher gegründeten Slowakischen Volkspartei, an den Verhandlungen teilnehmen wollte, um im Rahmen der neuen Č-SR die Autonomie der Slowaken, wie sie im Pittsburgher Abkommen vorgesehen war, einzufordern, wurde er zu den Verhandlungen nicht zugelassen. Als es Hlinka – mit Hilfe Polens – trotzdem gelang nach Paris zu kommen, stand er vor verschlossenen Türen und wurde abermals abgewiesen. Seine tschechischen Widersacher im Verhandlungsraum sorgten dafür, dass er von der französischen Polizei abgeschoben wurde. Nach seiner Rückkehr in die Heimat sorgten seine Gegner dafür, dass er öffentlich als slowakischer „Nationalist“ und „Separatist“ verunglimpft und von tschechischen Behörden für einige Monate im Gefängnis gesetzt wurde.